# The Loch
The Loch, ook gekend als Loch Ness, is een Britse misdaadserie uit zes delen ontworpen door Stephen Brady onder een regie van hemzelf en Chris Hurford. De serie werd gemaakt voor het Britse ITV en werd er voor het eerst uitgezonden in juni 2017. De Vlaamse zender Canvas zond de serie uit in 2017 en 2019. In Nederland werd de serie uitgebracht op DVD in 2017.
Het verhaal speelt zich af in het fictieve dorpje Lochnafoy aan het Loch Ness-meer waar een seriemoordenaar verschillende slachtoffers maakt.

## Rolverdeling
| Acteur             | Personage           |
| ------------------ | ------------------- |
| Laura Fraser       | Annie Redford       |
| Siobhan Finneran   | Lauren Quigley      |
| Don Gilet          | Blake Albrighton    |
| John Sessions      | Frank Smilie        |
| Gray O'Brien       | Alan Redford        |
| William Ash        | Leighton Thomas     |
| James Fraser       | Oliver Tench        |
| Alastair Mackenzie | Craig Petrie        |
| John Heffernan     | Dr. Simon Marr      |
| Jordan McCurrach   | Niall Swift         |
| Keiran Gallacher   | Jonjo Patterson     |
| Shona McHugh       | Evie Redford        |
| Jack Bannon        | Kieran Whitehead    |
| Oliver Greenall    | Jordan Whitehead    |
| Simone Lahbib      | Mhari Toner         |
| Euan Stamper       | Crawford Baxter     |
| Conor McCarry      | Dessie Toner        |
| George Anton       | Don McGrellish      |
| Victoria Liddelle  | Angusina McGrellish |
| Ron Donachie       | Iain Sutherland     |

## Afleveringen
| Nr. serie | Nr. seizoen | Titel van aflevering | Regisseur | Schrijver | Uitzenddatum |  |
| --- | ----------- | -------------------- | --------- | --------- | ------------ |  |
| 1 | 0           | Episode 1            |           |           | 11 juni 2017 |  |
| Pianoleraar Niall Swift mag niet langer les geven aan de dochter van dokter Simon Marr wat tot een ruzie leidt. Schoolleraar Craig Petrie vindt het lichaam van Niall enkele uren later aan een klif. Autopsie toont aan dat hij werd vermoord: een deel van zijn hersenen werd via zijn neusgat verwijderd. Die avond halen de zesdejaars scholieren Evie, Kieran en Jonjo een grap uit: ze leggen aan de oever van Loch Ness enkele botten en organen om uit te laten schijnen dat dit het kadaver van het monster is. Deze botten en organen komen uit het slachthuis van Jonjo's vader. Een autopsie achterhaalt dat er bij de organen een menselijk hart ligt. De politie concludeert dat een seriemoordenaar aan het werk is. Vandaar dat districtscommissaris Lauren Quigley het onderzoek overneemt en Blake Albrighton wordt aangeduid om een profiel op te stellen van deze moordenaar. Evie, Kieran en Jonjo verklaren dat ze dat hart niet hebben opgemerkt. Evie had wel het gevoel dat iemand hen bespiedde en het hart er wellicht heeft gelegd nadat ze vertrokken. |             |                      |           |           |              |  |
| 2 | 0           | Episode 2            |           |           | 18 juni 2017 |  |
| Uit ondervragingen blijkt dat dokter Simon pianoleraar Niall ontsloeg omdat hij homoseksueel zou zijn. Een andere verdachte is Leighton Thomas die twintig jaar eerder twee moorden pleegde en onder voorwaarden vrij is. Hij was op het moment van de moord met toeristen op het meer, iets wat later niet waar blijkt te zijn. Annie merkt op dat een steenmannetje plots groter is geworden. Tussen de stenen vindt ze restanten van menselijke hersenen, deze komen overeen met het dna van Niall, de plakkerige substantie uit de zak bleek bloed te zijn waarvan het dna profiel niet overeenkomt. Bij het lijk van Niall werd een krant gevonden waaruit het blad met het kruiswoordraadsel ontbreekt. Op de achterliggende pagina zijn afdrukken te zien wat er werd ingevuld. Evie en Kieran worden door een onbekende van de weg gereden, maar kunnen ontsnappen. Jonjo stuurt een sms naar Evie met de melding dat hij meer weet over de moordenaar, maar sindsdien is hij vermist. |             |                      |           |           |              |  |
| 3 | 0           | Episode 3            |           |           | 25 juni 2017 |  |
| Blake verklapt aan de media dat er een seriemoordenaar actief is, wat bijna tot zijn ontslag leidt omdat hij geen bevoegdheid had dit te melden. Evie bezoekt Kieran en zijn broer Jordan. Jordan is al enkele jaren in coma omwille van een hersenbloeding. Er wordt een dorpsvergadering gehouden waar iedereen verplicht aanwezig moet zijn. Daar dient men een registratieformulier in te vullen. Door een vergelijking te maken tussen het handschrift van dat formulier en de afdrukken in de krant, kan men mogelijk de dader vinden. De vergadering wordt verstoord omdat Annie in een busje aan de zaal het lijk van Jonjo vindt. |             |                      |           |           |              |  |
| 4 | 0           | Episode 4            |           |           | 2 juli 2017  |  |
| Craig Petrie wordt ondervraagd daar zijn handschrift op het invulformulier en in de krant overeenkomen. Blake vindt in het huis van de leraar een portable met daarop allerhande video's met gesprekken tussen hem en zijn leerlingen. Blake denkt daarom dat de leraar zijn leerlingen tracht te manipuleren. Craig wordt gechanteerd omdat iemand heeft achterhaald dat hij een geheime affaire had met Niall. Jordan ontwaakt uit zijn coma, maar wordt onmiddellijk door zijn moeder terug verdoofd. Dankzij camerabeelden van een tankstation achterhaalt de politie wie de eigenaar is van het busje waarin de vermoorde Jonjo werd gevonden. |             |                      |           |           |              |  |
| 5 | 0           | Episode 5            |           |           | 9 juli 2017  |  |
| Craig denkt dat Dessie zijn afperser is en zoekt hem thuis op. Hij wordt ter hoogte van de familie McGrellish beschoten. Annie is in alle staten wanneer blijkt dat Don McGrellish zijn geweer aan Dessie heeft gegeven. Annie vindt in Dessie zijn kamer de moordwapens. De politie rijdt naar de stuwdam waar Craig, Dessie en de rest van de klas een uitstap hebben. In het gebouw vinden ze een vermoorde leerling en Dessie die zelfmoord heeft gepleegd. Ook Kieran is slachtoffer, maar hij overleeft. Blake is van mening dat Dessie nooit in staat zou zijn om deze moorden alleen te plegen. In het meer wordt nog een lijk gevonden. |             |                      |           |           |              |  |
| 6 | 0           | Episode 6            |           |           | 16 juli 2017 |  |
| Simon Marr erkent aan zijn vrouw dat hij homoseksueel is waarop zij hem verlaat. Blake is van mening dat Dessie door Craig werd gemanipuleerd om de moorden te plegen en dat Craig bij zijn bezoek aan Dessie de moordwapens heeft verborgen. Het eerder gevonden mensenhart en hersenen blijken van de man uit het meer te zijn. De man wordt geïdentificeerd als Michael Yuill, een gewelddadige ex-gevangene en ex-man van Bea Whitehead, de moeder van Kieran en Jordan. Jordan - uit narcose omdat zijn moeder langer wegbleef dan verwacht - beweert dat hij in werkelijkheid Kieran is en zijn broer Jordan is. Bea wordt ondervraagd en geeft de identiteitswisseling toe. Toen Kieran de hersenbloeding kreeg, zeiden de dokters dat hij nooit zou herstellen. Jordan stak in het leger een medesoldaat moedwillig en zonder reden dood en omwille van zijn crimineel verleden kon hij nergens werk vinden. Daarom besloten ze dat de 24-jarige Jordan - die ook aan schriftvervalsing doet en daardoor handschriften kan naschrijven - vanaf dan moest doorgaan voor de zeven jaar jongere Kieran. Hierdoor konden zij verhuizen naar het afgelegen stadje Lochnafoy waar Jordan als zijnde Kieran terug naar de middelbare school kon en daardoor een tweede kans had. De echte Kieran herstelde echter volledig, maar om dit alles geheim te houden, moest zij hem wel onder verdoving houden. Toen bleek dat Michael hen op het spoor was, zijn bij Jordan de stoppen terug doorgeslaan en heeft hij zijn vader, die hem destijds mishandelde, vermoord. Jordan heeft ook de anderen vermoord. Hij heeft de wapens verstopt bij Dessie en heeft ook zichzelf beschoten om niet verdacht over te komen. Tezelfdertijd verklapt Jordan zich bij Evie door te zeggen dat de man in het water zijn vader is, terwijl dit nog niet kenbaar was gemaakt. Jordan tracht Evie te verdrinken, maar Annie kan haar redden. Daarbij slaat ze Jordan bewusteloos. Er wordt een zoektocht gehouden, maar Jordan wordt niet gevonden. |             |                      |           |           |              |  |